# 圆叶黄耆
圆叶黄耆（学名：Astragalus orbicularifolius）为豆科黄芪属的植物，是中国的特有植物。分布在中国大陆的西藏等地，生长于海拔4,650米至5,500米的地区，多生长于石坡砾石地和草地，目前尚未由人工引种栽培。